# 엄주영
엄주영(1984년 11월 27일~)은 대한민국의 연극배우이자 영화배우이다.

## 생애
- 대구광역시에서 태어나 대전광역시와 부산광역시에서 유년시절을 보내고
- 강원도 원주시 문막읍에서 극단 "노뜰"에서 단원생활을 하였다.
- 현재는 부모님이 전라도에 살고 계신 덕분에 사투리와 표준어까지 현지인의 포스로 연기하는 것이 강점이다.

## 학력
- 성모여자고등학교 (졸업)
- 중부대학교 연극영화학과 (졸업)
- 중앙대학교 국악교육대학원 국악교육학과 (졸업)

## 출연작

### 텔레비전 & 영화
- 2007년 《돼지와 오토바이》 - 1人9役
- 2007년 《파티》 - 최순임役
- 2007년 《멕베스》 - 마녀役
- 2008년 전국연극제 출품작 《운수좋은날》 - 아내, 주막할머니役
- 2008년 아시아 3개국 공동창작 및 제작 《펠림시스트》 - 코러스(소녀)役
- 2008년 아시아 3개국 공동창작 및 제작 《The Buddha My Body》 - 코러스(소녀)役
- 2009년 《관계, 슬프고도 긍정적인》 - 주영役
- 2009년 《파관》 -  이웃집여자役
- 2009년 《귀환》 -  피난민,악사役 외
- 2009년 《The Buddha My Body》 -  코러스(소녀)役
- 2010년 《someone on a journey》 - 큰언니役
- 2010년 《보이체크》 - 악사,마르그레트,술집여인役
- 2011년 《뉴 보잉보잉》 - 피옥희役
- 2012년 《누엔띠 이야기》 - 희정, 통역사役
- 2014년 《사랑의 묘약》 - 아디나役
- 2014년 《허준의 후예들》 - 식당주인, 환자役 외
- 2014년 《병자삼인》 - 설월役
- 2015년 《볼레로(Bolero)》 - 시민무용수役
- 2015년 《깜깜상자와 밤의 아지트》 - 낮이, 이끔이役
- 2018년 《신비한잡화점할머니와 사라진 그림자》 - 할머니役
- 2018년 《탄생의 신 삼신》 - 해설, 아기씨役
- 2019년 《원펀치》 - 담임役

## 기타 작품
2016년 《장남, 단막 5선》 - 조연출
2016년 국제연기페스티벌 - 기획
2017년 《구름을 좋아해》 - 예술교육감독

유세윤